# El Rodeo de las Rosas
El Rodeo de las Rosas är en ort i Mexiko.   Den ligger i kommunen Puruándiro och delstaten Michoacán de Ocampo, i den centrala delen av landet, 260 km väster om huvudstaden Mexico City. El Rodeo de las Rosas ligger 1 708 meter över havet och antalet invånare är 323.
Terrängen runt El Rodeo de las Rosas är platt åt nordväst, men åt sydost är den kuperad. Runt El Rodeo de las Rosas är det ganska tätbefolkat, med 104 invånare per kvadratkilometer. Närmaste större samhälle är Isaac Arriaga, 3,3 km söder om El Rodeo de las Rosas. Trakten runt El Rodeo de las Rosas består till största delen av jordbruksmark.